# Le Petit Napoléon (film, 1923)
Ne doit pas être confondu avec Ainsi sont les hommes (film, 1957) ou Caprice de femmes.
 (avril 2023).
Si vous disposez d'ouvrages ou d'articles de référence ou si vous connaissez des sites web de qualité traitant du thème abordé ici, merci de compléter l'article en donnant les références utiles à sa vérifiabilité et en les liant à la section « Notes et références ».
Pour plus de détails, voir Fiche technique et Distribution.
Le Petit Napoléon (titre original allemand : So sind die Männer, titres alternatifs allemands : Der kleine Napoleon et  Napoleons kleiner Bruder) est un film allemand réalisé par Georg Jacoby, sorti en 1923.

## Synopsis
Le film dépeint la vie et les aventures amoureuses de Jérôme Bonaparte, le frère cadet de Napoléon, qui l'installa comme roi de Westphalie.

## Fiche technique
- Titre en français : Le Petit Napoléon[1]
- Titre original : So sind die Männer[2]
- Réalisation : Georg Jacoby
- Société de production : Europäische Film-Allianz
- Scénario : Georg Jacoby et Robert Liebmann
- Photographie : Max Schneider, Emil Schünemann et Walter von Gudenberg
- Direction artistique : Martin Jacoby-Boy
- Pays de production : République de Weimar
- Genre : Film historique
- Format : Noir et blanc - 35 mm - 1,33:1 - film muet
- Dates de sortie : 
  - France : 2 novembre 1923
  - République de Weimar : 29 novembre 1923, Berlin

## Distribution
- Egon von Hagen : Napoléon Bonaparte
- Paul Heidemann : Jérôme Bonaparte
- Harry Liedtke : George von Melsungen
- Jakob Tiedtke : Jeremias von Katzenellenbogen
- Wilhelm Bendow : Jerôme Diener
- Paul Biensfeldt : Feldmarchall
- Marquisette Bosky : Primaballerina
- Antonia Dietrich : Charlotte
- Marlene Dietrich : Kathrin
- Kurt Fuß : Leiter des königlichen Baletts
- Alice Hechy (en) : Annemarie
- Loni Nest : Lieselotte
- Kurt Vespermann : Florian Wunderlich
- Loni Pyrmont

## Titres
- So sind die Männer (titre original)
- So sind die Männer (Allemagne)
- A Chave de Ouro (Brésil)
- Le Petit Napoléon (France)
- Der kleine Napoleon (Allemagne, titre alternatif)
- Napoleons kleiner Bruder (Allemagne, titre alternatif)
- The Little Napoleon (titre international anglais)
- Mały Napoleon (Pologne)
- Ilyenek a férfiak (Hongrie)
- El capricho de una dama (Espagne)
- Kung lustig (Suède)